# 石尾秀樹
石尾 秀樹（いしお ひでき、1943年 - ）は、日本の情報通信工学者。大阪工業大学名誉教授。工学博士（京都大学）。電子情報通信学会(IEICE)フェロー・関西支部元評議員。IEEE関西支部COMS(Communications Society)2011チェア。新エネルギー・産業技術総合開発機構(NEDO)大学発事業創出実用化研究開発事業2010評価委員。
。
専門は、情報通信工学（無線工学含む）・光通信システム。

## 略歴
1966年京都大学工学部電気工学科卒業。 電電公社横須賀通研（現：NTT横須賀研究開発センタ）にて、情報通信工学・光通信システムの研究開発に従事。 1980年工学博士（京都大学）。1992年日本電信電話(NTT)伝送システム研究所光通信研究部長を経て、1997年大阪工業大学情報科学部教授として着任。2007年同学部コンピュータ科学科（現：情報知能学科）教授・情報科学部長。2014年同大学名誉教授。
特に、2000年の大阪工業大学大学院情報科学研究科の開設に貢献した。
主な受賞は、電子情報通信学会フェロー、電子通信学会論文賞(1975/1977)・米沢記念学術奨励賞(1975) 。

## 主な著書
- 通信工学概論（共著、オーム社1998、学術書）
- 光通信（単著、丸善2003、学術書）[10]
- マイクロ波・光工学（共著、コロナ社1989、学術書）[11]
- 光・無線通信システム（共著、オーム社1998、学術書）
- 磁気工学ハンドブック（共著、朝倉書店1998、学術書）

## 主な研究
- 光波長分割多重(WDM)伝送用分波器の設計法
- 光ファイバデジタル伝送システムの実験的検討
- 高速デジタル信号の変復調および伝送に関する研究
- 高速多値変復調回路
- 806Mb/s4相PSK伝送用搬送波同期回路の設計と特性[12]